# Hypostrotia
Hypostrotia là một chi bướm đêm thuộc họ Erebidae.